# Bossòst
Bossòst är en kommun i Spanien.   Den ligger i provinsen Província de Lleida och regionen Katalonien, i den nordöstra delen av landet, 400 km nordost om huvudstaden Madrid. Antalet invånare är 1 179. Arean är 28,2 kvadratkilometer. Bossòst gränsar till Les, Vilamós, Arres, Saint-Mamet, Bagnères-de-Luchon, Saint-Gaudens, Juzet-de-Luchon och Sode. 
Terrängen i Bossòst är bergig österut, men västerut är den kuperad.